# Eric Knittel
Pour les articles homonymes, voir Knittel.
Eric Knittel, né le 20 avril 1983 à Berlin, est un rameur allemand.

## Palmarès

### Championnats du monde d'aviron
- 2009 à Poznań,  Pologne
  -  Médaille d'or en deux de couple

### Championnats d'Europe d'aviron
- 2007 à Brest,  Biélorussie
  -  Médaille de bronze en deux de couple